# Powstanie taszkenckie
Powstanie taszkenckie (ros. Ташкентское восстание), zwane też powstaniem osipowskim – antybolszewickie wystąpienie zbrojne w Taszkencie w styczniu 1919 r.

## Tło wydarzeń
Od listopada 1917 r. w Taszkencie rządziła koalicja bolszewików i lewicowych eserów. W drugiej połowie 1918 r. miasto znalazło się na styku frontów, cierpiąc niedostatek żywności i zaopatrzenia. Panował terror ze strony Czeka i innych służb bolszewickich. Tymczasem w Kotlinie Fergańskiej zaktywizowały się liczne antybolszewickie oddziały zbrojne basmaczy. W Siedmiorzeczu przeciw władzy bolszewickiej powstali tamtejsi Kozacy, zaś Aszchabad kontrolowały interwencyjne wojska brytyjskie. Połączenia kolejowe z centralną Rosją były przerwane przez oddziały Kozaków orenburskich atamana gen. Aleksandra Dutowa. W takiej sytuacji w Taszkencie z inicjatywy b. oficerów carskiej armii oraz antybolszewicko nastawionych przedstawicieli inteligencji i urzędników na pocz. sierpnia została utworzona Turkiestańska Organizacja Wojskowa, zwana też Turkiestańskim Związkiem Walki z Bolszewizmem. Na jej czele stanęli: ppłk Piotr Korniłow (brat gen. Ławra Korniłowa), płk Iwan Zajcew, gen. lejt. L.L. Kondratowicz, gen. J.P. Dżunkowski i ppłk Bławatski. Przygotowywała ona wybuch powstania antybolszewickiego. Korzystała z pomocy agentów służb specjalnych państw alianckich, przede wszystkim Wielkiej Brytanii. Pierwotnie rozpoczęcie powstania planowano już na sierpień, ale ostatecznie przesunięto datę na początku 1919 r. Wokół organizacji zgromadziły się wszystkie antybolszewickie siły Turkiestanu – kadeci, mienszewicy, eserzy, rosyjscy nacjonaliści, basmacze, duchowieństwo muzułmańskie. Sztab organizacji nawiązał kontakt z atamanem Kozaków orenburskich Aleksandrem Dutowem, dowódcą Armii Ochotniczej gen. Antonem Denikinem, przywódcami kazachskiej Ałasz-Ordy, władzami Emiratu Buchary i zakaspijskimi białogwardzistami. Podpisano umowę z gen. Wilfridem Mallesonem, przedstawicielem Wielkiej Brytanii na obszar Azji Środkowej, dzięki czemu uzyskano pomoc w postaci 100 mln rubli, 16 dział górskich, 40 karabinów maszynowych, 25 tys. karabinów ręcznych i dużej ilości wyposażenia wojskowego. Jednakże w październiku 1918 r. Sowieci wpadli na trop konspiracji, wprowadzając do niej następnie swoich agentów. W rezultacie większość przywódców zbiegła z Taszkentu na prowincję, a niektórzy zakonspirowali się. Pomimo tego 27 grudnia utworzono Komitet Tymczasowy na czele z b. dowódcą bolszewickim i wojenkomem Konstantinem Osipowem.

## Przebieg powstania
Wybuch powstania planowano na 25 stycznia 1919 r., ale wskutek licznych aresztowań rozpoczęło się ono w nocy z 18 na 19 stycznia. Na jego czele stanął K. P. Osipow jako dyktator. Siły powstańców liczyły ok. 2 tys. ludzi. Planowali oni przechwycić centralne warsztaty kolejowe, gdzie znajdował się arsenał miejscowych oddziałów bolszewickich. Dzięki temu mogliby uzbroić kolejny tysiąc osób. Osipow liczył na przejście na jego stronę w krytycznym momencie lewicowych eserów, którzy pozostawali w konflikcie z rządzącymi faktycznie bolszewikami. Główną siedzibą powstańców stały się koszary 2 Syberyjskiego Zapasowego Pułku Strzeleckiego. 19 stycznia rano zostali tam zaproszeni 3 bolszewiccy członkowie władz Turkiestańskiej Autonomicznej Radzieckiej Republiki Socjalistycznej, tj. przewodniczący Wsiewołod Wotincew, stojący na czele CzeKa I. P. Fomienko i N. W. Szumiłow, których natychmiast rozstrzelano. Do końca następnego dnia zostało ogółem zabitych 12 komisarzy bolszewickich, czyli prawie wszyscy członkowie rządu. Większa część miasta do końca 19 stycznia bez poważniejszych walk znalazła się pod kontrolą powstańców. Pomimo tego sukcesu powstanie zaczęło jednak przebiegać niekorzystnie. Nie udało się zdobyć arsenału w centralnych warsztatach kolejowych, gdzie ukonstytuowała się Tymczasowa Rada Wojskowo-Rewolucyjna w większości złożona z lewicowych eserów. Komendant twierdzy taszkenckiej lewicowy eser Iwan Biełow odmówił poddania swojego garnizonu złożonego z rewolucyjnie nastawionych Węgrów, byłych jeńców wojennych z armii austro-węgierskiej. Dzięki temu powstańcy utracili kolejną szansę na przejęcie większej ilości uzbrojenia, amunicji i wyposażenia wojskowego. W rezultacie 20 stycznia doszło do ciężkich ulicznych walk powstańców z garnizonem twierdzy oraz uzbrojonymi robotnikami i biedotą pod wodzą Babadżanowa wspieranych przez działa prowadzące ogień z twierdzy. Pod koniec dnia siły powstańcze zajmowały już tylko niewielką część Taszkentu. Było wiadome, że powstanie upadnie. W tej sytuacji powstańcom udało się jeszcze opanować bank miejski, w którym były przechowywane pieniądze i złoto przejęte w trakcie rewolucji przez bolszewików. W ciągu następnych dniach powstańcy w mniejszych lub większych grupach wycofywali się z miasta w kierunku północnym na Czymkent. Wojensowiet wysłał za nimi 500-osobowy oddział zbrojny pod dowództwem Seliwetrowa. Został z niego wydzielony 200-osobowy szwadron kawalerii, który otrzymał rozkaz pojmania K. P. Osipowa i odzyskania złota. Jednakże powstańcom, którzy dodatkowo podzielili swoje siły, udało się zmylić pogoń, kierując się w góry Czimgan. Tam zgrupowali swoje siły, tworząc Taszkiencki Oficerski Oddział Partyzancki w sile ok. 100 ludzi. Po ucieczce ostatnich oddziałów powstańczych rozpoczęły się krwawe represje bolszewików na mieszkańcach udzielających pomocy powstańcom lub ich sympatykach.